# Stieg Trenters torg

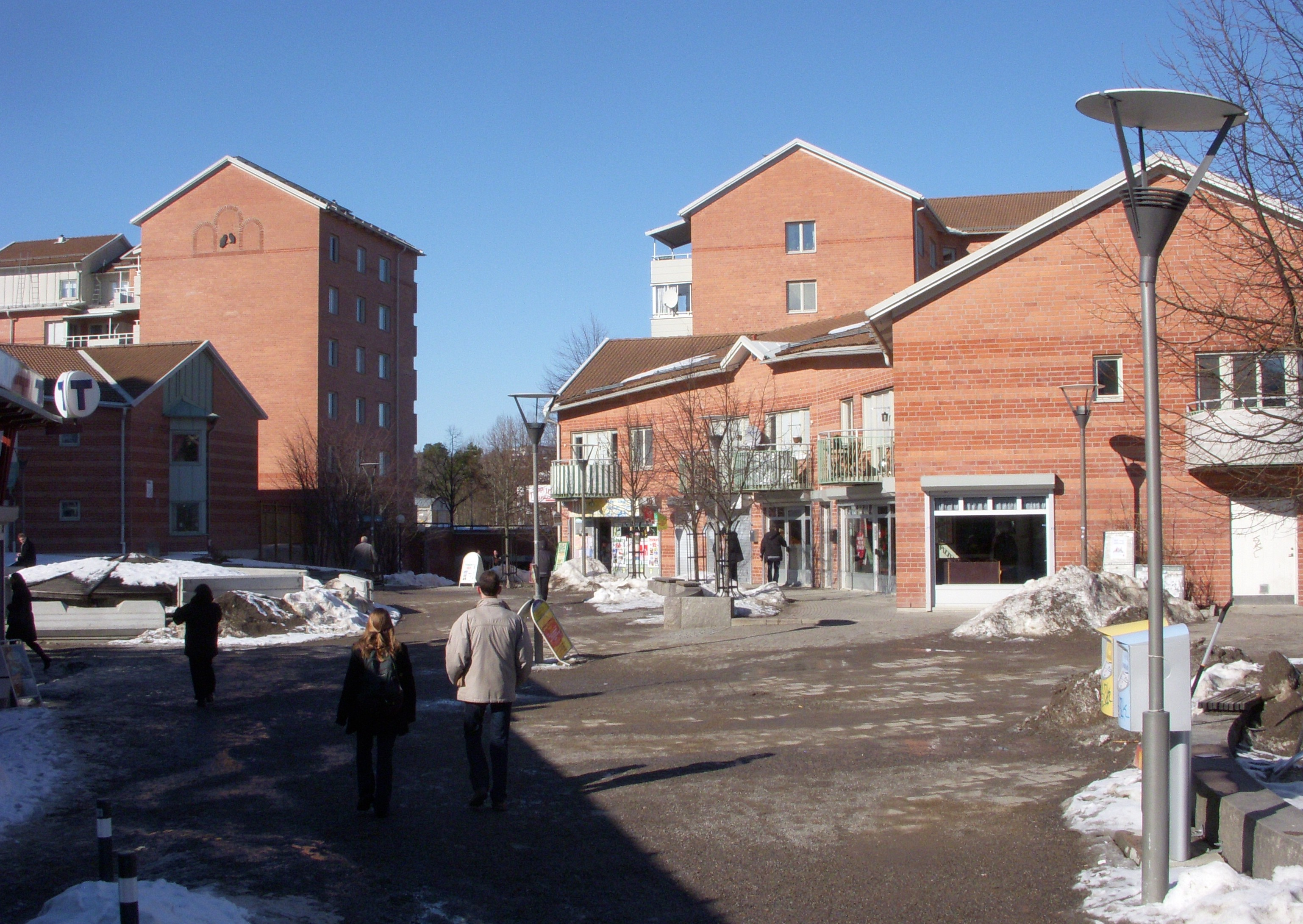
Stieg Trenters torg 2011.

Stieg Trenters torg är ett torg i stadsdelen Farsta strand i Söderort, Stockholm. Torget är cirkelformat och ligger mellan Glavagatan och Farsta strandplan, utanför ingången till tunnelbanestation Farsta Strand, och mitt på torget står en fontän. 
Torget fick sitt namn 1994 efter författaren Stieg Trenter, som föddes på adressen Magelungsvägen 453. Hans föräldrar hade i början av 1900-talet en livsmedelsaffär vid Nynäsbanans järnvägsstation "Södertörns villastad" (numera "Farsta strand") inte långt från platsen, där sonen Stieg hjälpte till då och då. Trenters kriminalroman Träff i helfigur utspelar sig i omgivningarna.
Vid torget finns sedan 1995 en litterär skylt med citat ur Trenters kriminalroman Tiga är silver från 1955.